# 2059 Baboquivari
A 2059 Baboquivari (ideiglenes jelöléssel 1963 UA) egy földközeli kisbolygó. Indianai Egyetem fedezte fel 1963. október 16-án.